# Vladimír Fiala
Vladimír Fiala (27. ledna 1922 Nové Město na Moravě – 5. dubna 2010, Brno) byl český a československý inženýr, odborník na statiku, ornitolog a politik, po sametové revoluci poslanec Sněmovny lidu za Občanské fórum, respektive za ODS.

## Biografie
Do věku deseti let žil v rodném městě, pak po dobu čtyř let v Olomouci a od roku 1935 v Brně. Byl aktivní ve skautingu. Za mobilizace v roce 1938 se přihlásil jako dobrovolník na hlídání železniční trati z Nového Města na Moravě do Veselíčka. V roce 1940 maturoval na 1.reálném gymnáziu v Brně. Za války byl totálně nasazen v Rakousku. V březnu 1945 utekl domů.
Po válce vystudoval vysokou školu stavební. Profesně začínal roku 1949 jako statik v podniku Stavoprojekt v Brně, pak po celé období let 1951 až do odchodu do penze v roce 1984 byl zaměstnancem podniku Keramoprojekt (projektování závodů stavebního průmyslu). Zasloužil se o záchranu četných stavebních památek. Profesně pak spojil práci statika se zájmem o ornitologii, po desítky let sledoval detailně ekosystém ptactva v okolí rybníků u Náměšti nad Oslavou, kam ho přivedla jeho manželka, která bydlela v Náměšti. Podrobně zmapoval biotopy všech 24 zdejších rybníků. Odborně se podílel na projektování rekonstrukcí jednotlivých vodních nádrží. V 60. letech se neúspěšně snažil o prohlášení rybničního komplexu za přírodní rezervaci. V 70. letech byl po devět let vedoucím mezinárodního sčítání vodních ptáků v českých zemích. Svá celoživotní pozorování shrnul v roce 2008 do knihy Náměšťské rybníky a jejich ptactvo 1885 – 2008.
V roce 1989 podepsal Několik vět, během sametové revoluce byl zvolen do Rady Občanského fóra v Brně. Ve volbách roku 1990 kandidoval do Sněmovny lidu (volební obvod Jihomoravský kraj) za OF. Mandát nabyl až dodatečně v březnu 1992 jako náhradník poté, co na post poslance rezignoval Zdeněk Kessler. V té době již Občanské fórum neexistovalo a Fiala tak nastoupil do poslaneckého klubu Občanské demokratické strany. Ve Federálním shromáždění setrval do voleb roku 1992.